# Scoparia leucomela
Scoparia leucomela là một loài bướm đêm trong họ Crambidae.